# جیمز فیتز-آلن میچل
جیمز فیتز-آلن میچل (انگلیسی: James Fitz-Allen Mitchell؛ زادهٔ ۱۵ مهٔ ۱۹۳۱ – درگذشتهٔ ۲۳ نوامبر ۲۰۲۱) یک سیاست‌مدار اهل سنت وینسنت و گرنادین‌ها بود.